# Viesca
Viesca es un Pueblo Mágico en el estado mexicano de Coahuila, está ubicado a 70 km de la ciudad de Torreón por lo cual es considerado como un municipio de la Comarca Lagunera. Actualmente cuenta con 20,305 habitantes.

## Historia
Juan Guerra de la Reza, primer minero en explotar los depósitos de sal, o salinas, que fueron llamadas como "de Home" (del hombre), en el extremo Oriente del Reino de la Nueva Vizcaya, a partir del año de 1605, a él se debe que el ojo de agua de Viesca lleve su nombre. Viesca forma parte de la ancha franja territorial del Sur del actual Estado de Coahuila.
Se tiene que desde el año de 1716 se hicieron las primeras solicitudes de mercedes de tierra al gobernador de la Nueva Vizcaya, petición que tenía como propósito  la fundación de un pueblo en la región del cerro de Santiago y la laguna de San Pedro, para ser poblado por tlaxcaltecas del pueblo de Santa María de las Parras, quienes descendían de los habitantes del Pueblo de San Esteban de la Nueva Tlaxcala, fundado en septiembre de 1591, aledaño a la villa de Santiago del Saltillo.
Esa solicitud derivaba de que los tlaxcaltecas de Santa María de las Parras tenían conflicto con los herederos de don Agustín de Echeverz y Subiza, quien como Marqués de San Miguel de Aguayo y Santa Olalla, fundó su marquesado, en 1682, con la aprobación del Rey Carlos 2o de España, este marquesado se convertiría en un latifundio de aproximadamente 70 mil kilómetros cuadrados de tierras, y por lo mismo disputó las tierras de los tlaxcaltecas de Parras, bajo el pretexto de que tenía derechos por las capitulaciones establecidas con el Monarca, para apoderarse de ellas.
El litigio por la posesión de las tierras de los tlaxcaltecas concluyó con el convenio de estos y el Marqués de San Miguel de Aguayo, del 25 de julio de 1731, ante el Alcalde Mayor del pueblo de Parras, don Prudencio de Orobio y Basterra, como el cual los indígenas cedían sus tierras a cambio de tierras ubicadas en el Paraje del Álamo y ojo de agua de Juan Guerra de la Reza. 
De esta forma don Prudencio de Orobio y Basterra  daría posesión de dichas tierras a 49 tlaxcaltecas, las que aunque eran de menor calidad para la agricultura, fue una solución preferible a seguir litigando con el Marquesado, así, siguiendo las costumbres legales se, el Alcalde Mayor "... paseó a los 49 tlaxcaltecas por dichas tierras, les tomó de la mano para señalarles que entraban en posesión de ellas, a la vez de que estos tomaban puñados de tierra y la esparcían al viento, lo mismo que harían con las aguas del lugar, y tomarían pastos y ramas de plantas como señal de que tomaban como propias todas las plantas y árboles existentes, para su uso y beneficio..." acto seguido el Alcalde Mayor les preguntó sobre cual sería el santo de advocación que querían poner a su nuevo pueblo, y todos respondieron unánimes que a San José de Gracia y al apóstol Santiago, siendo testigos de este acto Sebastián de Acuña y José Rafael de Alvarado, gobernaba en aquél entonces al Reino de la Nueva Vizcaya, o Nueva Vizcaya don Ignacio Francisco de Barrutia y Aeta Esenagucia cargo que desempeñó de 1728 a 1733. A esa toma legal de posesión de sus tierras se pasaría a hacer las mediciones de solares para casa, corral y huertas, asì como para la asignación de parcelas con sus tierras de comunidad o ejidales, solar para parroquia. Terminando con el nombramiento de su Gobernador y miembros del Cabildo. 
Viesca es un lugar rico en historia, ahí se encuentra la casa por la que pasó Miguel Hidalgo y Costilla en su huida del ejército del virrey durante los inicios de la guerra de la independencia de México, en esa época la localidad era conocida como Álamo de Parras, este nombre indicaba la procedencia de sus primeros vecinos o pobladores.
Precisamente, de Viesca salía constantemente un destacamento de soldados españoles, que tenían la misión de patrullar la provincia de Texas, y que se establecían en la misión de San Antonio de Valero. Debido a que esta tropa venía de "Álamo de Parras", a la misión texana empezó a llamársele "El Álamo".

## Turismo
El principal atractivo turístico de la ciudad son las Dunas del Bilbao las cuales son muy semejantes a los desiertos de Asia Menor, se puede practicar sandboarding, similar al snow boarding, sólo que con sol y arena, o también solamente se pueden tomar fotografías del lugar.
La antigua fábrica de sal es una estructura que representa parte de la historia de la ciudad, desde hace algunas décadas esta totalmente inutilizada y solo es un pequeño lugar turístico.
El parque Juan Guerra es un ojo de agua ubicado al sur del centro de la ciudad,es un buen sitio para descansar un poco del excesivo calor que hace en la zona, allí hay asadores y palapas para la convivencia en familia.

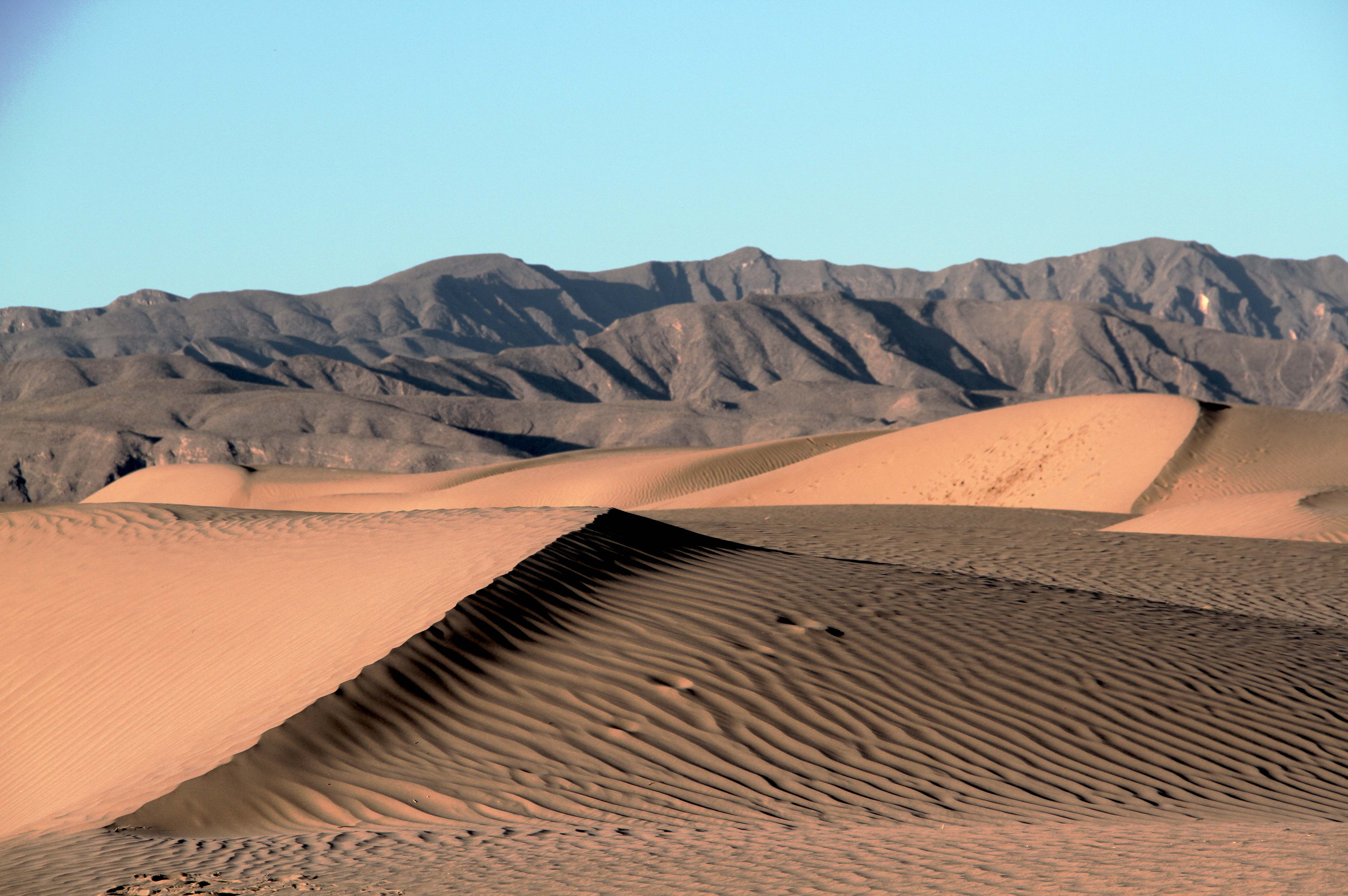
Las Dunas del Bilbao

## Economía
Antaño, la economía de Viesca giraba en torno a una fábrica de sal a las afueras del pueblo, pero desde que esta dejó de laborar muchos trabajadores optaron por salir a buscar empleo fuera del pueblo.
Hoy en día Viesca se mantiene firme gracias a las maquiladoras que se instalaron desde ya hace un tiempo y a la agricultura principalmente.
Se sabe también que hasta hace poco más de 50 años Viesca era un vergel, abundaba el agua que nacía de la tierra siendo la del "túnel" la que más aportaba.
El agua se terminó en menos de un año y, como consecuencia, un gran número de familias abandonaron el lugar. Fue por eso que se levantó en ese lugar la fábrica de sal que en la década de 1990 dejó de funcionar totalmente.